# Entdeckerspiele

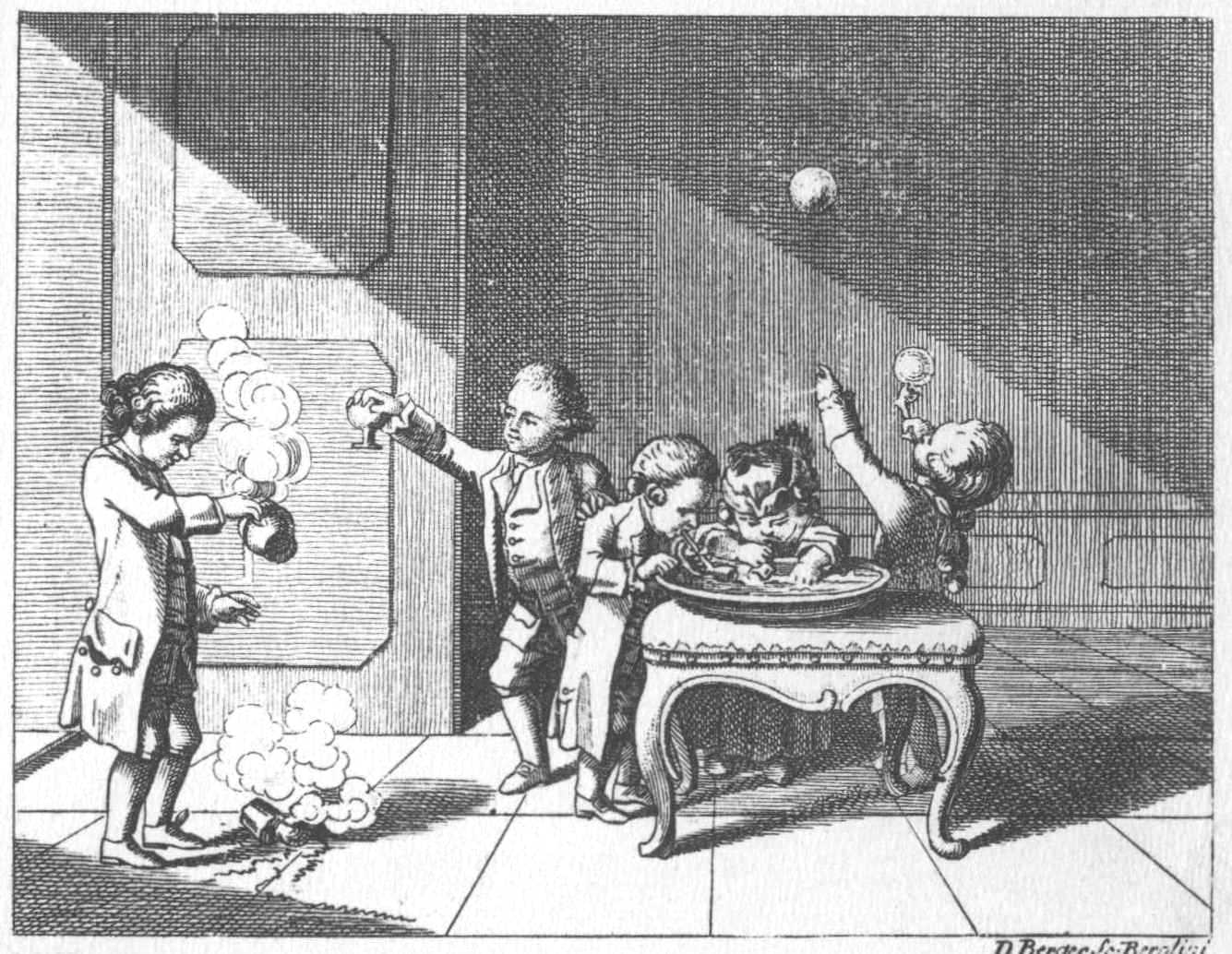
Entdeckendes Spielen über die Triebe bei Johann Bernhard Basedow (1724–1790). Kupferstich von Daniel Chodowiecki

Als Entdeckerspiele bezeichnet man in der Spielwissenschaft eine Kategorie von Spielen, bei welcher der natürliche Erkundungsdrang spielerisch ausgelebt wird. Es handelt sich um eine gattungsmäßige Zusammenfassung einer großen Anzahl vielfältiger Einzelspiele aus unterschiedlichen Sachgebieten, die sich wiederum in mehrere Unterkategorien aufteilen lassen. Sie haben die Gemeinsamkeit, dass sie der Neugier und dem Wissensdurst erwachsen und zum spielerischen Ausprobieren, Gestalten, Experimentieren und sogar zum wissenschaftlichen Forschen veranlassen.

## Charakter
Nach Darstellung des Biologen und Verhaltensforschers Frederik Jacobus Johannes Buytendijk sind Entdeckerspiele eine Form der triebbedingten elementaren Bedürfnisbefriedigung. Schon Vorschulkinder lieben es, mit Gegenständen ihrer Umwelt zu experimentieren und sie auf diese Weise spielerisch kennenzulernen. Entdeckerspiele fordern die Kreativität. Sie sind gleichzeitig eine Form des selbstbestimmten Mehrdimensionalen Lernens, bei dem der Spielende ganzheitlich, d. h. im Zusammenwirken mehrerer seiner Lernpotenzen, aktiv ist. Entdeckerspiele haben entsprechend auch als erfolgreiche Methode in den Schulunterricht fast aller Fächer Einzug gehalten. Sie werden heute nicht nur in Physik, Chemie und Mathematik, also den naturwissenschaftlichen Fächern, sondern auch im Deutsch-, Sport-, Technik-, Kunst-, Biologie-, Religions- oder Geografieunterricht didaktisch eingesetzt.

## Attraktivität
Entdeckerspiele kommen der Wissbegier und dem natürlichen Erkundungsdrang entgegen und bieten entsprechend eine Fülle von Spielmöglichkeiten im Umgang mit Gegenständen, Räumlichkeiten, vorgefundenen oder selbst geschaffenen Situationen und Ereignissen, mit Menschen und Tieren. Sie befördern das Begehren, sich in unbekannte Welten vorzuwagen und Neues auszukundschaften. Diese Ambition trifft sich mit dem Wunsch nach Spannung und Abenteuererleben. Die Erfahrung, Probleme selbstständig lösen zu können, steigert das Selbstwertgefühl und Selbstbewusstsein, und da der Motivationsimpuls vom Kinde selbst und weniger vom Erzieher ausgeht, ist sie besonders geeignet, Eigeninitiative und Eigenaktivität zu entwickeln und insofern auch als Lehrmethode effizienter als eine Sekundärmotivation durch die Lehrkraft. Unterrichtstechnisch kommen Entdeckerspiele daher vorrangig im sogenannten Schülerzentrierten Unterricht bzw. im Offenen Unterricht zum Einsatz. Die Lehrkraft hat dabei vor allem die Aufgabe, Lernanregungen und Lernarrangements für Entdeckerspiele zu schaffen, die den Explorationstrieb beflügeln, aber nicht gängeln.

## Beispiele nach Spielfeldern

### Biologie
Eine weit verbreitete Unterkategorie der Entdeckerspiele auf biologischem Gebiet sind etwa die sogenannten Doktorspiele: Sie sind vor allem im Vorschul- und Grundschulalter sehr beliebt und erwachsen aus der Neugier am eigenen Körper und dem des anderen Geschlechts. Dabei werden oft die Rollen von Arzt und Patient eingenommen und ausgespielt. Nach dem Sexualpsychologen Alfred C. Kinsey haben die Doktorspiele neben der Befriedigung der kindlichen Neugier auch die Funktion, Ängste vor dem Sexualbereich und vor Arztbesuchen abzubauen. Bei Erwachsenen findet sich diese Kategorie des Spielens noch im Erotischen Rollenspiel.

### Geografie
Auf geografischem Gebiet lässt sich spielend die Welt entdecken, mit ihren Landschaften, Naturwundern, ihrer menschlichen Vielfalt, ihrer Fauna und Flora. So lädt etwa der Diercke Weltatlas Kinder und Jugendliche vom fünften bis dreizehnten Schuljahr mit einer entsprechenden Materialkiste dazu ein, sich auf eine Entdeckungsreise durch Deutschland, Europa und die Welt zu begeben. Es geht darum, auf verschiedenen Spielbrettern nach einem Reiseplan allein oder im Wettbewerb mit anderen die Welt im wörtlichen Sinne zu „erfahren“, wobei geografisches Wissen über Land und Leute sowie Kreativität und Lernbereitschaft gefragt sind. So können sich Schüler z. B. auf die Reisen der großen Abenteurer Odysseus durch die Ägäis und das Mittelmeer, von Marco Polo nach Asien und China oder von Alexander von Humboldt auf den südamerikanischen Kontinent begeben.

### Verkehrserziehung
In der Verkehrserziehung hat sich mit dem sogenannten Schulwegspiel eine Form des Spielens etabliert, über die Kinder kurz vor oder nach der Einschulung unter Begleitung eines Erwachsenen den eigenen Schulweg selbstständig entdecken können. Als Ergebnis der Erkundungen entsteht ein Brettspiel, das den Schulweg abbildet und über abwechslungsreiche Ereignis-, Gefahren- und Aufgabenkarten zum weiteren Erfahren und Reflektieren jahreszeitlicher Veränderungen oder unterschiedlicher Situationen und Verhaltensweisen der Verkehrsteilnehmer anregt.

### Natur
Die Natur kann mit ihrer Vielfalt an Erscheinungen zu einem Erlebnisraum werden, wenn sie als Quelle für spielerische Entdeckungen verstanden und gestaltet wird. So kann der Wald mit seiner Vegetation und seiner Tierwelt als Spielraum entdeckt, kann ein Bach mit seinem fließenden Wasser, können Zweige, Äste, Kastanien, Tannenzapfen für Kinder zu Spielpartnern werden. Selbst eine dem Gesichtskreis scheinbar so ferne Naturlandschaft wie der Dschungel lässt sich mit Hilfe geschickter und erfahrener Animateure über Recherchen und spielerische Aktionen als abenteuerträchtiger Erlebnisraum entdecken.

### Spiel
Auch der Sektor Spiel selbst kann zu attraktiven Entdeckungen führen. So lassen sich beispielsweise im Zeitalter der Virtuellen Spiele schon fast in Vergessenheit geratene Spielformen auskundschaften und wiederbeleben, die von den Eltern und Großeltern noch gekannt und gespielt wurden.

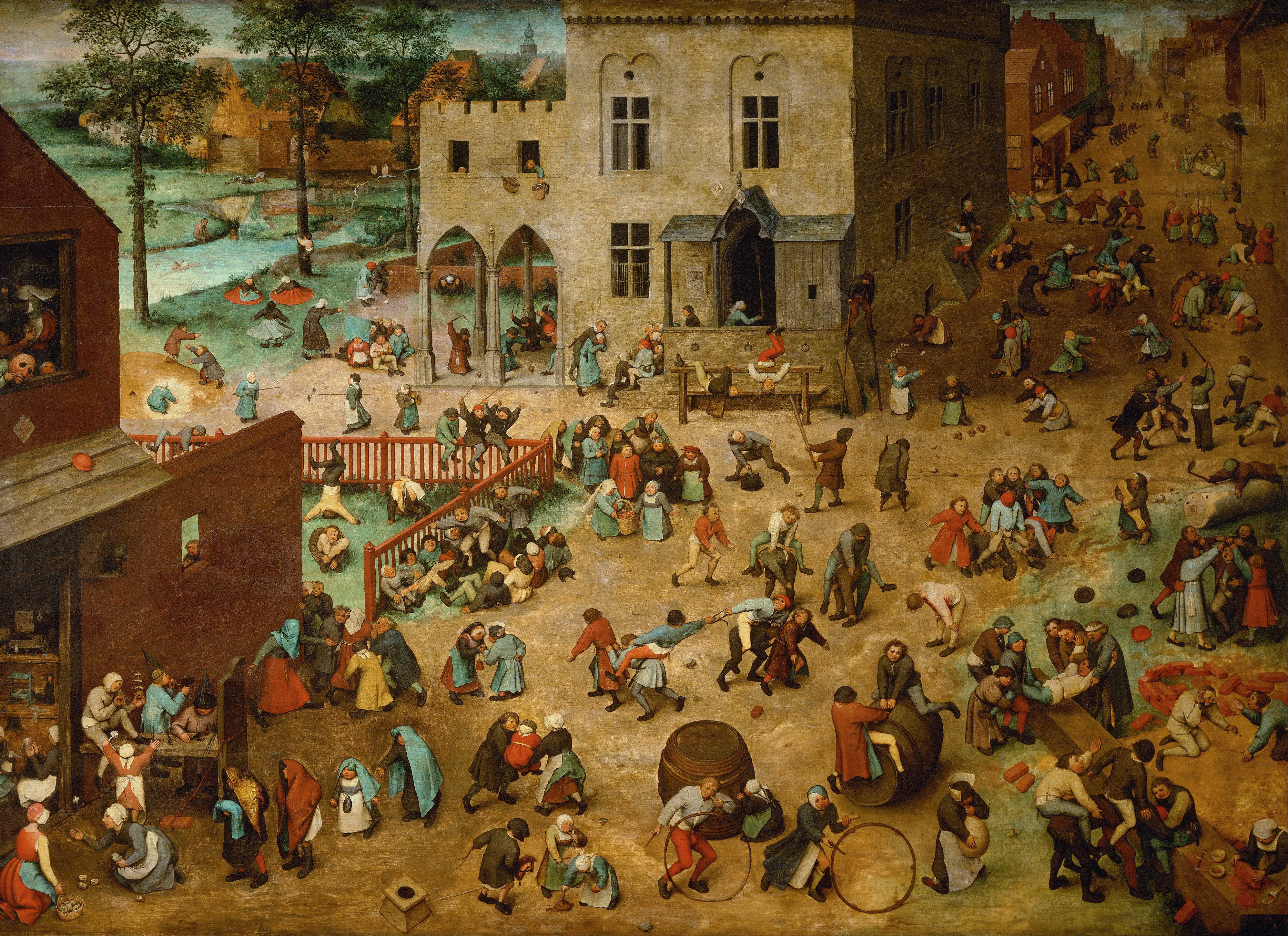
Brueghel: Die Kinderspiele 1560 als Raum des Entdeckens

Im Rahmen der heute verbreiteten, interkulturell zusammengesetzten Schulklassen und Freizeitangebote bietet es sich geradezu an, das Spielgut und die Spielweisen anderer Länder, Völker und Kulturen kennenzulernen und damit interessante neue Spielerfahrungen zu machen.
Das bekannte Gemälde des flämischen Malers Pieter Bruegel des Älteren, die Kinderspiele aus dem Jahr 1560, ermöglicht der Entdeckerfreude zudem sogar, jahrhundertealte Spielformen wieder zu entdecken und zu neuem Leben zu erwecken.